# Zographus plicaticollis
Zographus plicaticollis là một loài bọ cánh cứng trong họ Cerambycidae.